# Río Sakmara
El río Sakmara (en ruso: Сакмара; en baskir: Һаҡмар, romanizado: Haqmar) es un largo río del sur de Rusia, un afluente por la margen derecha del río Ural (vertiente del mar Caspio) que desemboca (a 327 km de su boca) en el extremo occidental de la ciudad de Oremburgo
Tiene una longitud total de 798 km y drena una cuenca de 30 200 km² (similar a países como Bélgica o Lesoto).
Administrativamente, discurre por la república autónoma de Baskortostán (348 km) y el óblast de Oremburgo (412 km), en la Federación Rusa.

## Geografía
El río Sakmara nace en la vertiente occidental de la cordillera Uraltau, parte de los montes Urales meridionales, a unos 800 m de altitud, cerca de la reserva natural de Baskortostán. Surge en la parte centrooriental de la república de Baskortostán, muy próximo a la pequeña localidad de Kirdasovo y a unos 60 km al oeste-suroeste de la ciudad de Magnitogorsk (en el óblast de Cheliábinsk). 
El río se dirige en su primera mitad directamente al sur, fluyendo en un amplio valle entre las Uraltau y otra cadena paralela, las montañas Irendyk. Pasa cerca de las localidades de Temjasovo, Bekesova y Judybaevo, siguiendo luego por el borde sureste de la meseta de Silair, en la que ha cortado un profundo cañón.
Sigue al sur y atraviesa la frontera adentrándose en el óblast de Oremburgo. Al poco, al llegar a la ciudad de Kuvandyk (26 169 hab. en 2010), el río se vuelve en dirección ONO, y corta a través de las estribaciones meridionales de la meseta Silair y alcanza la zona de Veldt, más superficial, al suroeste de las montañas. El Sakmara fluye desde Kuvandyk, y durante un tramo de más de 150 km, en dirección paralela a unos 15-35 km aproximadamente a la del río Ural, considerado la frontera entre Europa y Asia. En ese tramo su valle es aprovechado por el ferrocarril y va alcanzando las localidades de Zijankurino, Zeltoe, Saraktas, Cernyi Otrog, Nikol'skoe y Sakmara (5030 hab. en 2010), la pequeña ciudad a la que da nombre.
En su parte baja, el río gira hacia el suroeste y tras pasar por Tatarskaja Kargala (3800 hab. en 2010), finalmente desemboca en el extremo oeste de la ciudad de Oremburgo, siendo su afluente más importante en los Urales.
Los principales tributarios del Sakmara son los ríos Silair (de 158 km y una cuenca de 1210 km²), Bolshoi Ik (Gran Ik, de 304 km y una cuenca de 7670 km²) y Salmysch (de 193 km y una cuenca de 7340 km².
El régimen del Sakmara es nival. Su caudal anual es de 144 m³/s medido a 55 km de su desembocadura. Se congela a partir de noviembre hasta abril. Es un río profundo, de curso rápido, aunque cerca de Orenburg ya discurre más tranquilo. El río es frío, incluso en verano (hasta 23 grados en los días calurosos).  Su anchura en algunos lugares alcanza hasta 80 metros y una profundidad de 5 metros. En comparación con la temperatura del río Ural, la temperatura del Sakmara es de 2 grados menos.

## Galería de imágenes

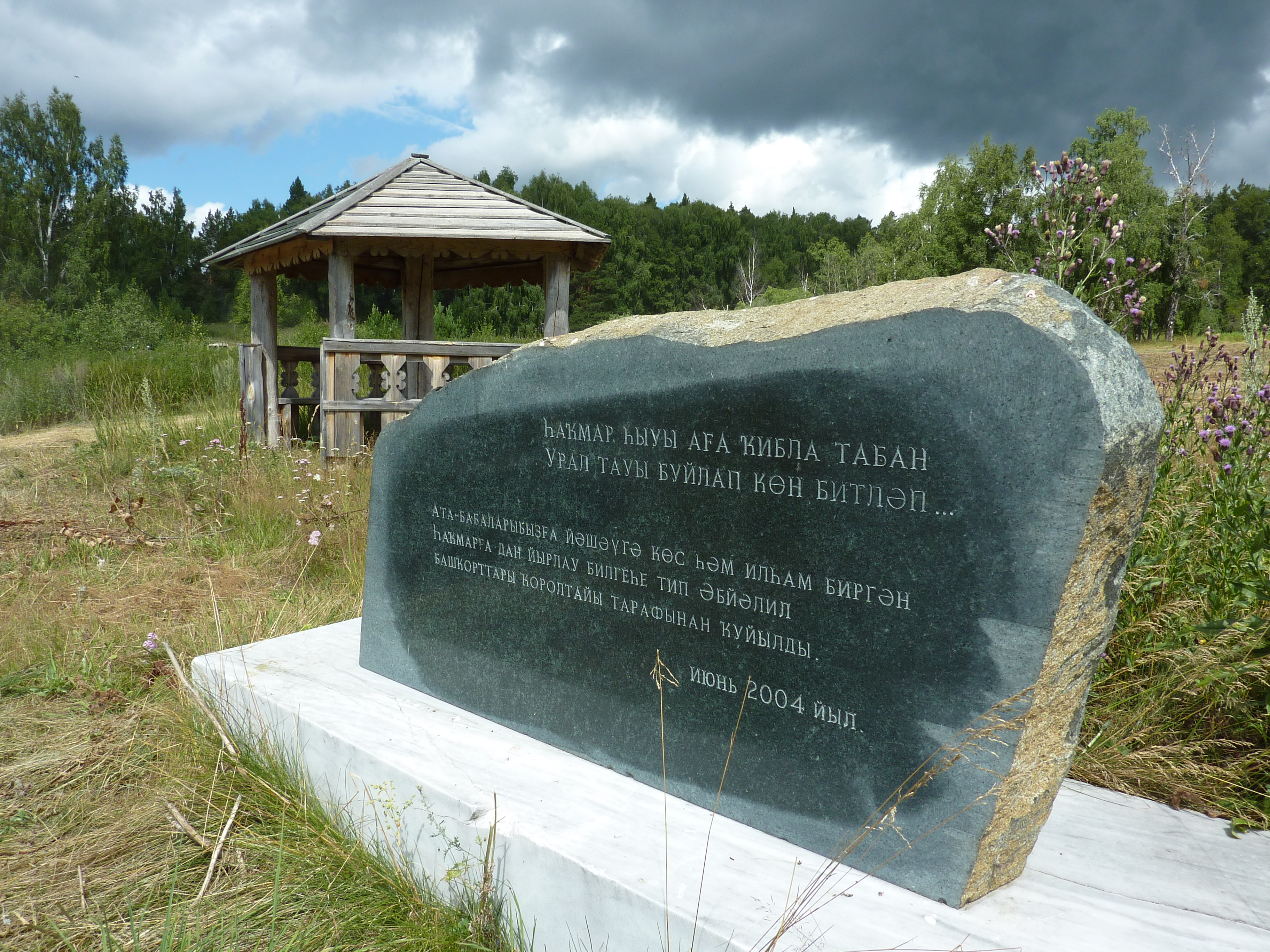
La fuente del Sakmara
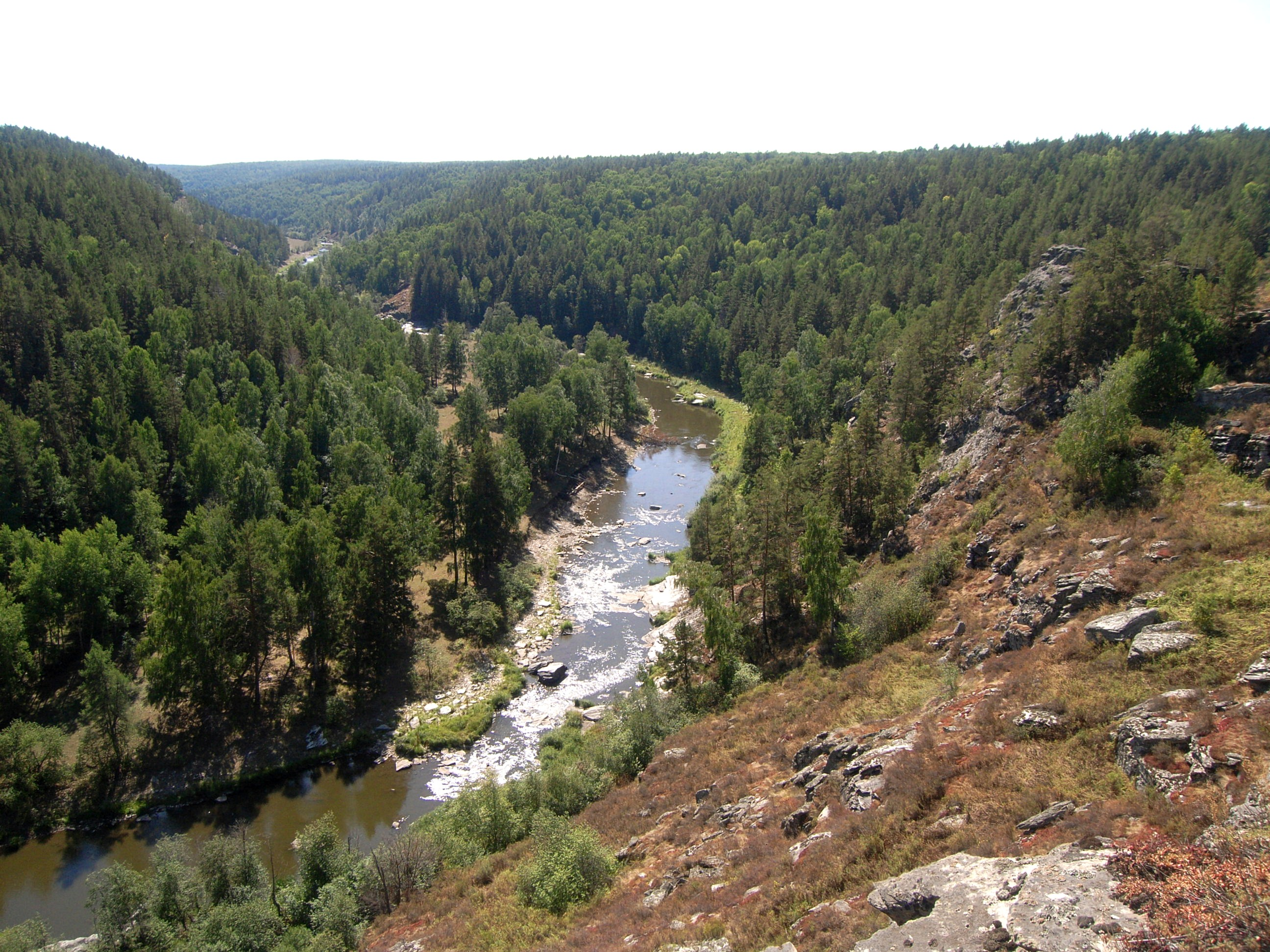
Río Sakmara en el Distrito Zilairsky (Bashkortostán)
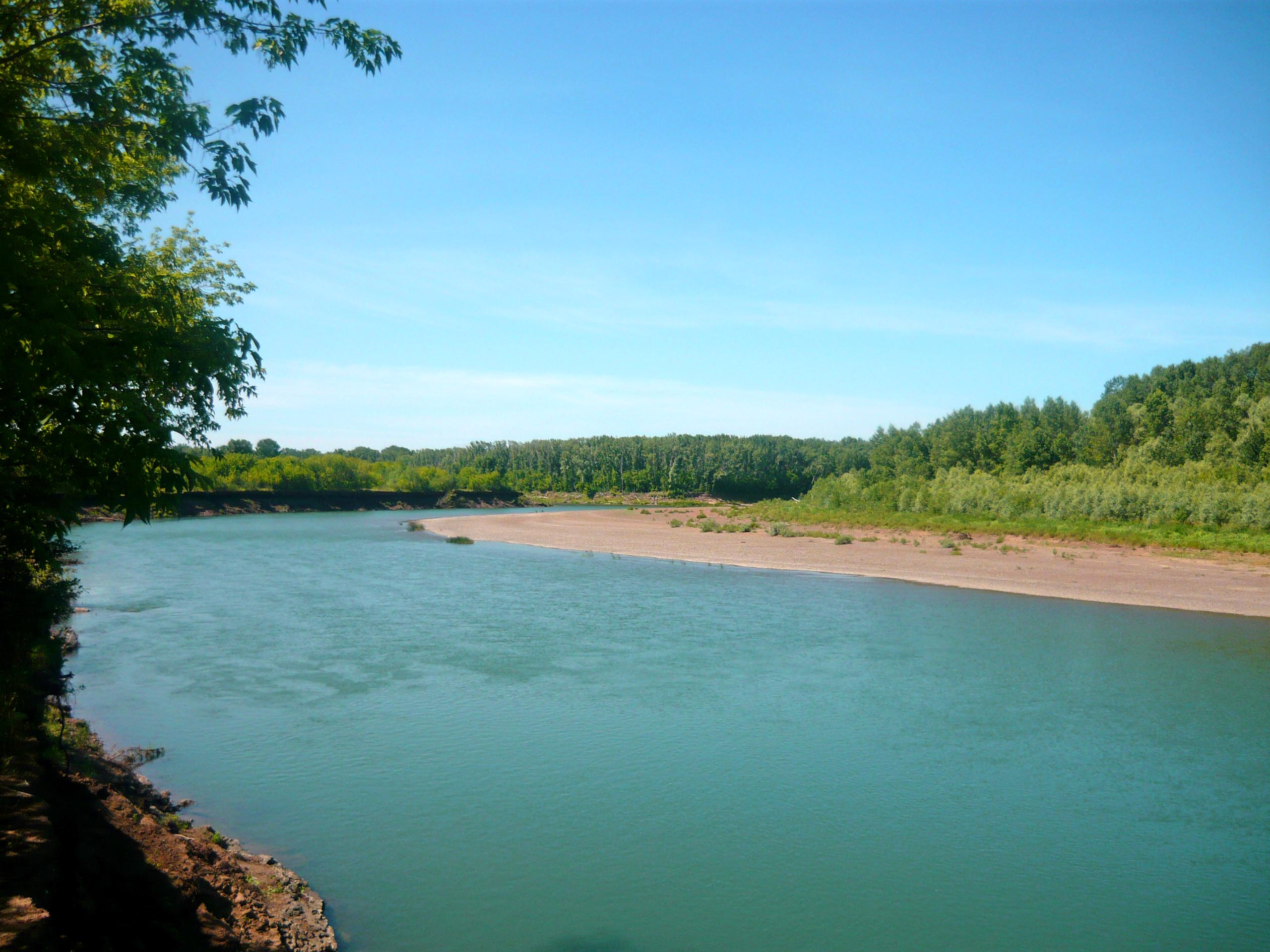
Boca del Sakmara en Oremburgo